# 970 Primula
Primula (asteroide 970) é um asteroide da cintura principal, a 1,867222 UA. Possui uma excentricidade de 0,2708077 e um período orbital de 1 496,67 dias (4,1 anos).
Primula tem uma velocidade orbital média de 18,61297515 km/s e uma inclinação de 5,03118º.
Esse asteroide foi descoberto em 29 de Novembro de 1921 por Karl Reinmuth.